# Григорьев, Александр Васильевич (искусствовед)
Александр Васильевич Григорьев (22 октября 1895, Кашира, Московская губерния, Российская империя — 1937 (или 1938)) — русский и советский искусствовед, историк, москововед и счетовод.

## Биография
Родился 22 октября 1895 года в Кашире в семье торговца. Окончил Александровское коммерческое училище.
С 1912 по 1920 год работал счетоводом ив торговой фирме А. Б. Мейера. В 1920 году в связи с началом Гражданской войны был мобилизован в армию и прослужив год демобилизовался.
С 1921 по 1928 год работал в Административном отделе Моссовета, также являлся заместителем заведующего музейным отделом Главнауки Наркомпроса. Являлся автором ряда статей по архитектуре Москвы и Московской губернии.
4 октября 1933 года был арестован по делу Российской национальной партии и обвинили в создании террористической группы.
29 марта 1934 года его приговорили к расстрелу, но впоследствии приговор заменили 10 годами ссылки в исправительно-трудовом лагере на Соловках.
Предположительно был расстрелян в 1937 (или 1938) году. Реабилитирован в 1964 году.